# Eddie Cibrian
Edward Bryant "Eddie" Cibrian (Burbank, 16 juni 1973) is een Amerikaans acteur. Hij is vooral bekend door zijn rol Cole Deschanel in de soapserie Sunset Beach, en door zijn rol Jesse Cardoza in de televisieserie CSI: Miami. Tussen 1999 tot 2005 heeft hij in 93 afleveringen van Third Watch de rol van Jimmy Doherty gespeeld. Een brandweerman klassieke stijl.
Cibrian heeft twee zonen met zijn ex-echtgenote Brandi Glanville. Op 22 april 2011 trouwde hij met LeAnn Rimes.
- Bibliothèque nationale de France: cb141646807 (data)
- Gemeinsame Normdatei: 1013086627
- International Standard Name Identifier: 0000 0003 7424 625X
- Library of Congress Control Number: no2005070870
- Nationale Bibliotheek van Israël: 987007314584905171
- Système universitaire de documentation: 129173517
- Virtual International Authority File: 76052187
- WorldCat: E39PBJrKM9dk3jbc7Jr3YMYdcP